# Керіас-Джоел (Нью-Йорк)
Керіас-Джоел (англ. Kiryas Joel) — селище (англ. village) в США, в окрузі Орандж штату Нью-Йорк. Населення — 32 954 особи (2020).

## Географія
Керіас-Джоел розташований за координатами 41°20′26″ пн. ш. 74°10′2″ зх. д. / 41.34056° пн. ш. 74.16722° зх. д. (41.340667, -74.167274).  За даними Бюро перепису населення США в 2010 році селище мало площу 2,89 км², з яких 2,87 км² — суходіл та 0,01 км² — водойми. В 2017 році площа становила 3,49 км², з яких 3,41 км² — суходіл та 0,08 км² — водойми.

## Демографія
Згідно з переписом 2010 року, у селищі мешкало 20 175 осіб у 3666 домогосподарствах у складі 3431 родини. Густота населення становила 6991 особа/км².  Було 4136 помешкань (1433/км²).
Расовий склад населення:
| - 99,2 % — білих - 0,1 % — чорних або афроамериканців - 0,1 % — азіатів |

До двох чи більше рас належало 0,4 %. Частка іспаномовних становила 1,3 % від усіх жителів.
За віковим діапазоном населення розподілялося таким чином: 60,5 % — особи молодші 18 років, 38,5 % — особи у віці 18—64 років, 1,0 % — особи у віці 65 років та старші. Медіана віку мешканця становила 13,2 року. На 100 осіб жіночої статі у селищі припадало 107,3 чоловіків;  на 100 жінок у віці від 18 років та старших — 110,1 чоловіків також старших 18 років.
Середній дохід на одне домашнє господарство  становив 42 880 доларів США (медіана — 26 099), а середній дохід на одну сім'ю — 42 953 долари (медіана — 26 339). Медіана доходів становила 43 111 долар для чоловіків та 23 702 долари для жінок. За межею бідності перебувало 56,6 % осіб, у тому числі 57,9 % дітей у віці до 18 років та 16,7 % осіб у віці 65 років та старших.
Цивільне працевлаштоване населення становило 4111 осіб. Основні галузі зайнятості: освіта, охорона здоров'я та соціальна допомога — 37,3 %, роздрібна торгівля — 18,2 %, виробництво — 11,8 %, науковці, спеціалісти, менеджери — 7,7 %.